# Шелехес, Александр Савельевич
Александр Савельевич Шелехес (партийный псевдоним — Савельев; 1889—1919) — русский революционный деятель.

## Биография
Родился 27 апреля 1889 года в Москве в семье ремесленника-часовщика Савелия Иосифовича Шелехеса. Брат Ильи Шелехеса.
Первоначально учился в городской школе Подольска Московской губернии, в 1903 году поступил в 5-й класс реального училища Мазинга в Москве, откуда был исключён в 1905 году как участник революции 1905 года и Декабрьского вооружённого восстания в Москве.
Член РСДРП с 1912 года, большевик. В дни Октябрьской революции — член Хамовнического военно-революционного комитета и комиссар района. После победы Советской власти — председатель Хамовническо-Дорогомиловского райсовета, член Московского комитета РКП(б). Был участником Гражданской войны — подавлял белогвардейский мятеж в Ярославле в июле 1918 года, затем был направлен в очищенный от белых Курск в качестве организатора партийной и советской работы. В Курске слёг от туберкулёза и умер 28 марта 1919 года. Был похоронен на Новодевичьем кладбище (3 участок, 63 ряд).

## Семья
Брат: Яков Савельевич Шелехес (1874—1921) — оценщик Гохрана, ювелир; бывший владелец ювелирного и часового магазина в Москве, беспартийный; в январе 1918 г. был принят на работу в секцию «Главзолото» Горного совета ВСНХ, с марта 1920 г. занимал должность оценщика в Государственном хранилище ценностей РСФСР (Гохран), в июне 1921 г. был арестован органами ВЧК, в октябре 1921 г. за расхищение государственных ценностей осуждён Военной коллегией Верховного трибунала при ВЦИК.

## Память
- В 1922 году именем Шелехеса по его партийному псевдониму был назван переулок в районе Метростроевской улицы (бывший Савёловский, с 1993 года — Пожарский); в 1928 году его именем названа улица[5] в Хамовниках[6].